# Heteropodarke xiamenensis
Heteropodarke xiamenensis is een borstelworm uit de familie Hesionidae. Het lichaam van de worm bestaat uit een kop, een cilindrisch, gesegmenteerd lichaam en een staartstukje. De kop bestaat uit een prostomium (gedeelte voor de mondopening) en een peristomium (gedeelte rond de mond) en draagt gepaarde aanhangsels (palpen, antennen en cirri).
Heteropodarke xiamenensis werd in 1997 voor het eerst wetenschappelijk beschreven door Ding, Wu & Westheide.